# 紫杉二烯酮
紫杉二烯酮（英語：Taxadienone，也称为紫杉-4,11-二烯-2-酮）是一种紫杉烷类化合物，分子式C20H30O，是化疗药物紫杉醇合成的中间体，2012年实现全合成。